# 蓋特威冰原島峰
77°1′S 160°15′E / 77.017°S 160.250°E
蓋特威冰原島峰（英語：Gateway Nunatak）是南極洲的冰原島峰，位於維多利亞地，處於格蘭山以西17公里，新西蘭探險隊在1957年測量該島峰，現時由南極條約體系管理。